# Славкув
Сла́вкув (пол. Sławków [ˈswafkuf]) — город в южной Польше, входит в Силезское воеводство, Бендзинский повят. Имеет статус городской гмины. Занимает площадь 36,6 км². Население — 6866 человек (на 2007 год).
Граничит с городами Домброва-Гурнича, Сосновец и Явожно в Силезском воеводстве, сельской гминой Болеслав и городской гминой Буковно в Малопольском воеводстве.
Славкув занимает своеобразную позицию с точки зрения административного деления страны. В итоге административной реформы 1999 г. Славкув, до тех пор входивший в Катовицкое воеводство, очутился в границах новообразованного Малопольского воеводства со столицей в Кракове. Воссоединению города с Силезским воеводством мешало то, что у Славкува нет общей границы ни с одним из его повятов, так как все соседние гмины, входящие в Силезское воеводство (Домброва-Гурнича, Сосновец и Явожно), являются городскими округами. Всё-таки, с целью удовлетворить желания жителей Славкува, отрицательно отнёсшихся к принадлежности города к Малопольскому воеводству, было решено присоединить Славкув к находившемуся в Силезском воеводстве Бендзинскому повяту, от которого его отделяют территории городов Домброва-Гурнича и Сосновец. Таким образом, с 1 января 2002 г., Славкув, как административная единица Силезского воеводства, стал одновременно гминой-эксклавом Бендзинского повята.

## История

Славкув на карте Бендзинского повята

Из-за полного отсутствия каких-либо сведений невозможно сегодня определить дату основания Славкува. Вопреки устным преданиям, утверждающим, что город древнее Кракова, археологические раскопки обнаружили лишь следы кладбища, датируемого XII в. Первое упоминание о Славкуве относится к 1220 г., когда краковский епископ Иво Одовонж наделил монастырь Св. Духа в Пронднике под Краковом половиной прибыли от славкувских постоялых дворов. Статус города получил ещё до 1286 г., но из-за потери грамоты о присвоении статуса города точная дата присвоения городских прав неизвестна. Предполагается, что это произошло между 1279 и 1286 гг., так как грамота Болеслава Стыдливого, датированная 1279 годом, называет Славкув ещё деревней, а заключённое в 1286 г. между епископом Павлом из Пжеманкова и князем Лешеком Чёрным соглашение именует его уже городом (civitas). В средние века находился на важном торговом пути из Кракова во Вроцлав. В конце XIII в. епископ Павел из Пжеманкова возвёл в Славкуве крепость.

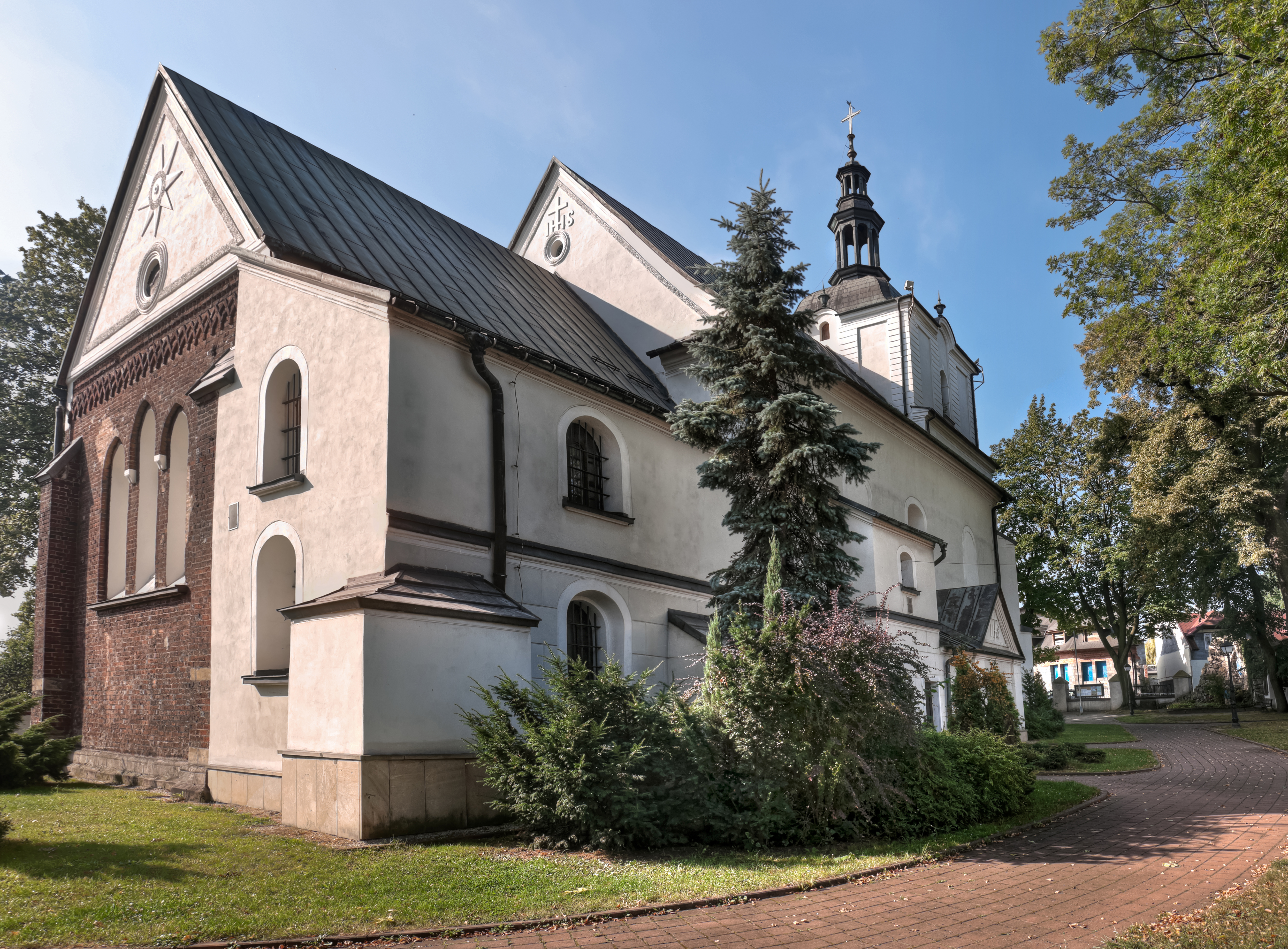
Костёл Св. Николая и Воздвижения Креста Господня (XIII в.)

На рубеже XIII и XIV вв. его наследник и сторонник чешских королей — краковский епископ Ян Муската — укрепил с согласия Вацлава II город, в котором он отстаивал осаду войсками Владислава Локотка. Впоследствии город и крепость были в 1309 г. взяты войсками Локотка, по велению которого были разрушены городские стены и город постепенно пришёл в упадок. В 1329 г., по настоянию папы римского, король Владислав Локоток вернул Славкув краковским епископам.
Известный в XIII—XIV вв. как центр добычи серебра и свинца. В 1790 г. Славкув насчитывал 1592 жителя. В отличие от некоторых соседних городов, Славкув — как собственность краковских епископов — являлся до того времени исключительно христианским городом, в котором было запрещено поселяться евреям. Однако после 1790 г., вплоть до Первой мировой войны, их число в городе постепенно увеличивалось. В итоге третьего раздела Польши (1795 г.) город очутился во власти прусского государства (Новая Силезия). В 1807 г. вошёл в состав оформившегося в ходе Наполеоновских войн Варшавского герцогства.
С 1815 г. в составе царства Польского (1815—1867 Радомская губерния, с 1867 г. Келецкая губерния, Олькушский уезд), в черте оседлости. В 1820 г. в городе проживало 2003 жителя, в том числе 21 евреев. В первой половине 19 ст. здесь работают цинковые рудники, с семидесятых годов 19 ст. до 1923 г. ведётся угледобыча. В 1869 г. Славкув почти на целое столетие потерял статус города. С 1914 по 1918 гг. город был занят австрийцами. С 1918 г. — в составе польского государства. С 1919 по 1939 гг. входит в Келецкое воеводство, Олькушслий повят.

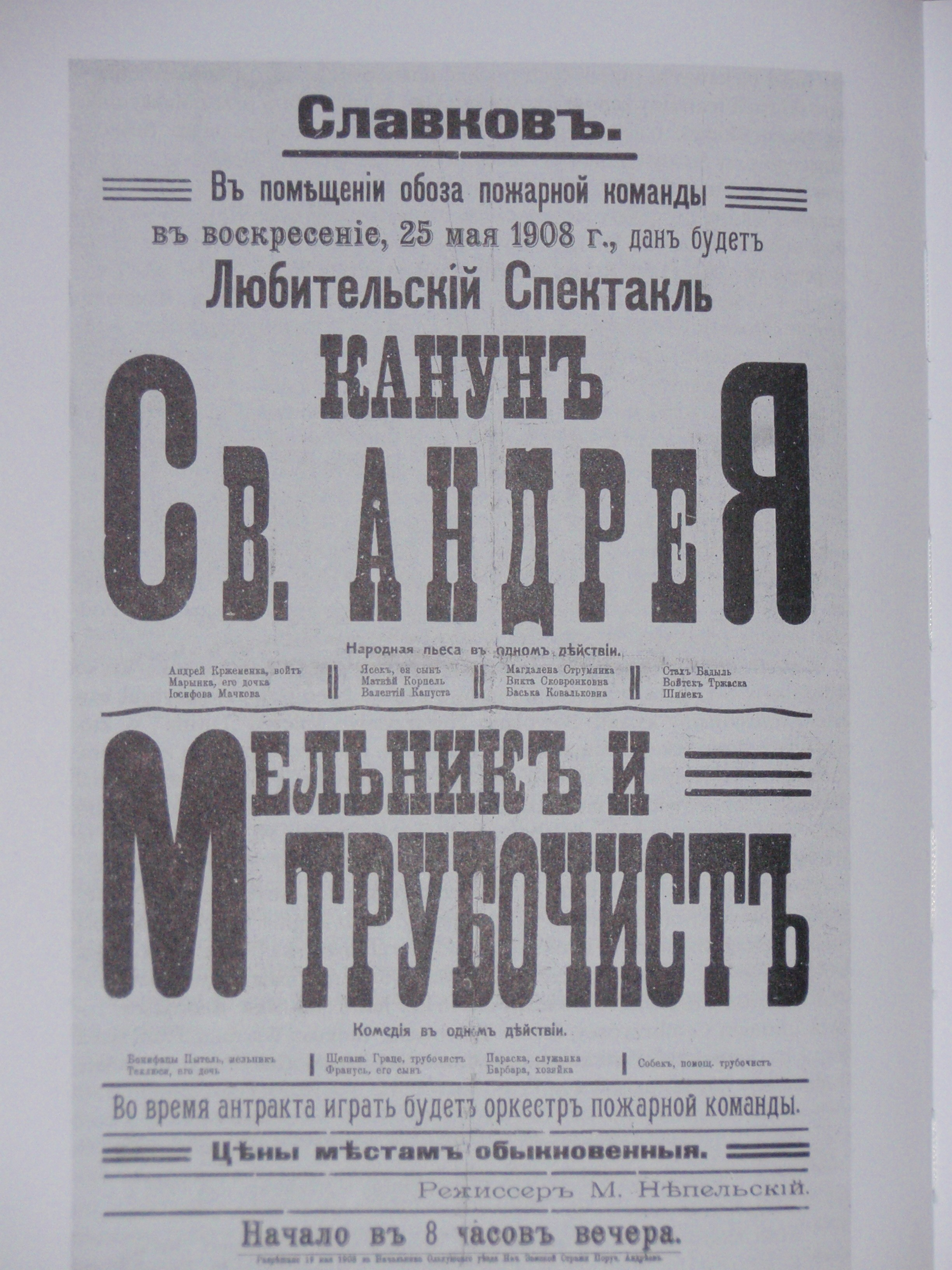
Театральная афиша, 1908 г.

## География
Славкув расположен в восточной части Силезской возвышенности, на реке Белая Пжемша.
Находится на территории Домбровского угольного бассейна.

## Население
| Перепись                       | Всего  | Всего  | Женщины | Женщины | Мужчины | Мужчины |
| ------------------------------ | ------ | ------ | ------- | ------- | ------- | ------- |
|                                | чел.   | %      | чел.    | %       | чел.    | %       |
| Всего                          | 6866   | 100    | 3574    | 47,95   | 3292    | 52,05   |
| Плотность населения (чел./км²) | 187,59 | 187,59 | 97,65   | 97,65   | 89,94   | 89,94   |

Демографическое развитие

## Транспорт
Железнодорожный транспорт
В Славкуве находится товарно-пассажирская железнодорожная станция Славкув и конечная станция Польской ширококолейной металлургической линии (товарная).
В расстоянии 37 км западнее Славкува находится Катовицкий международный аэропорт в Пыжовице.

## Достопримечательности

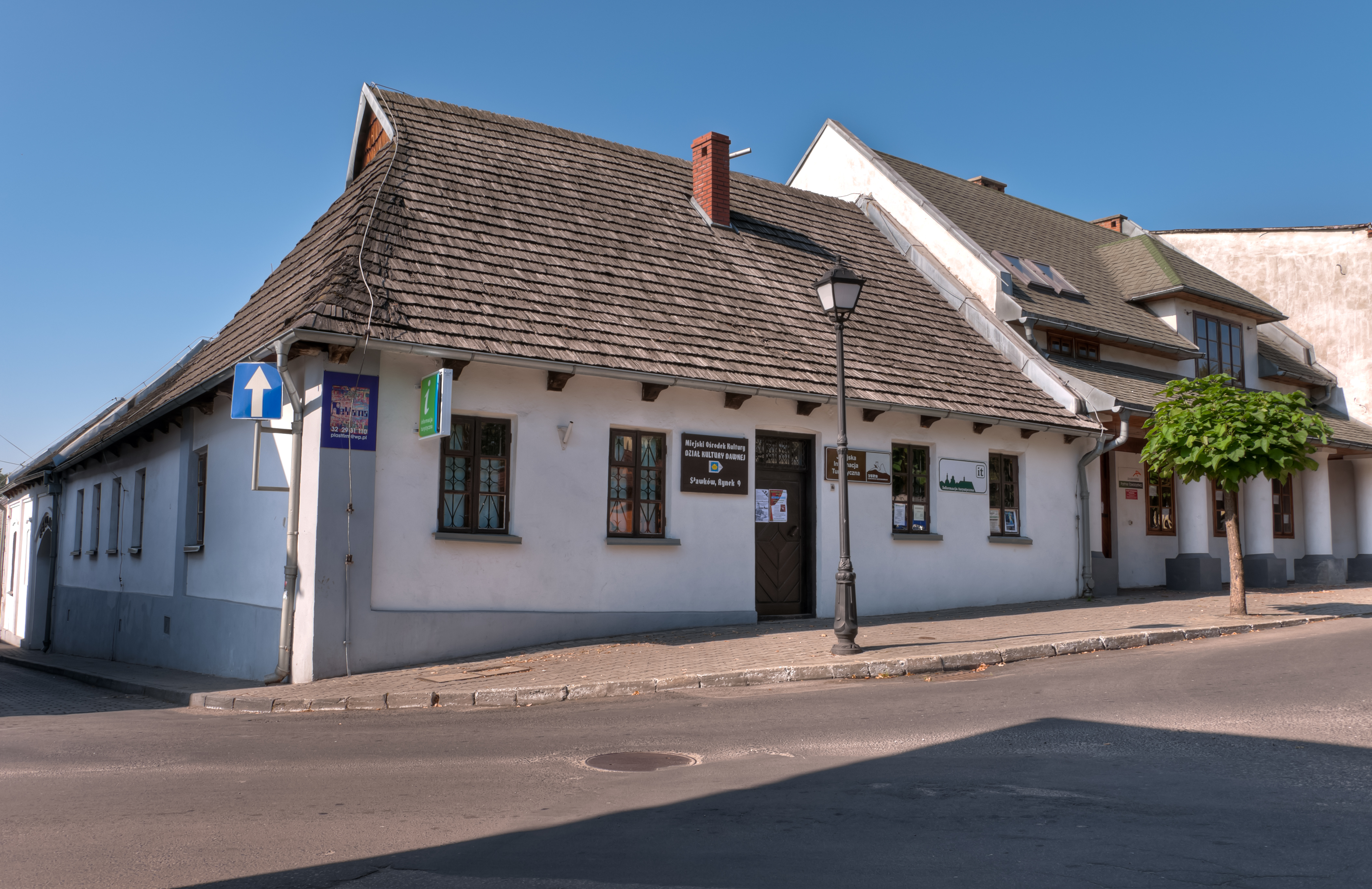
Региональный музей, площадь Рынок № 9

Региональный музей (Площадь Рынок № 9)
Славкувский постоялый двор, датируемый 1701 г.

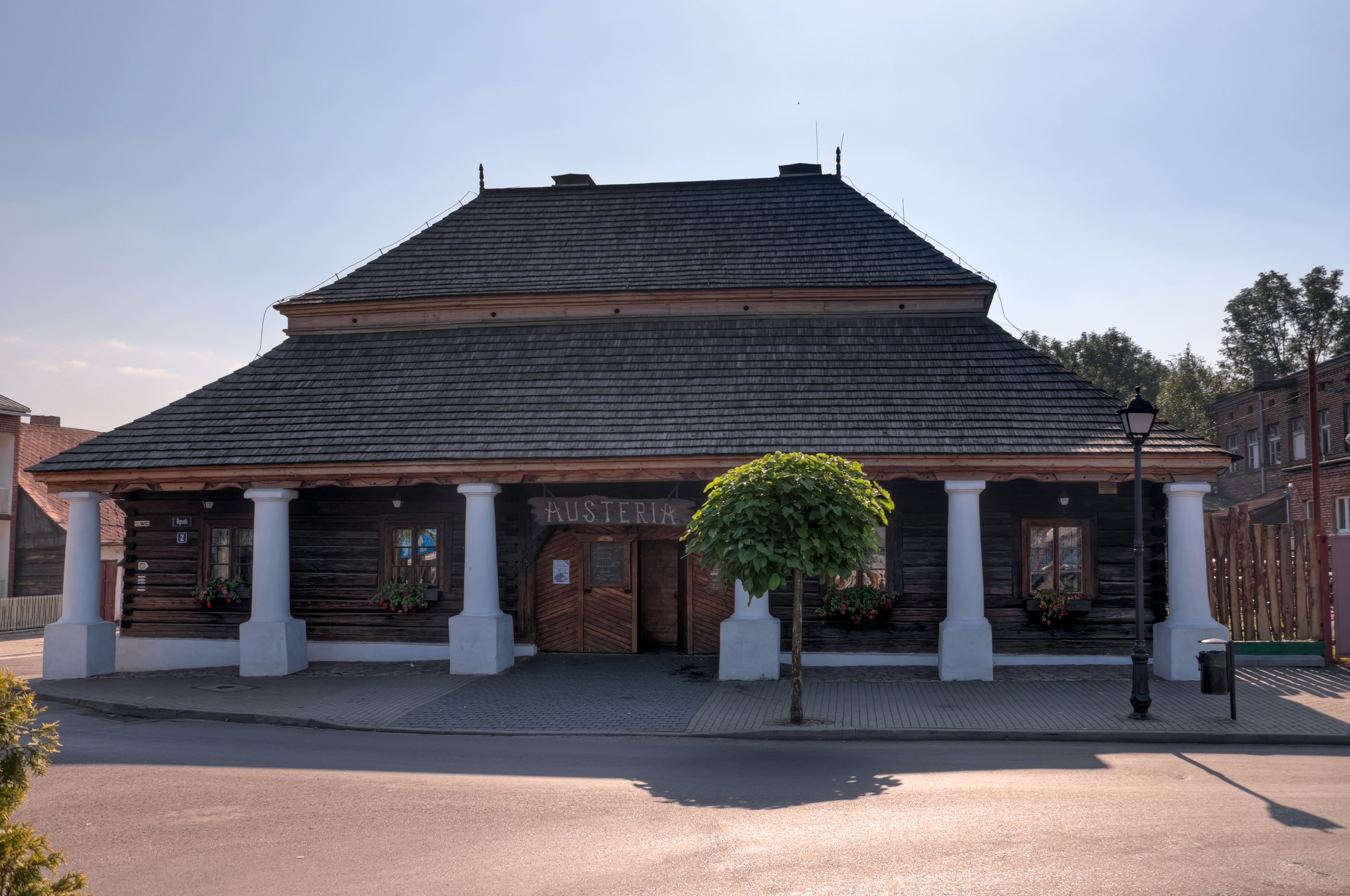
Постоялый двор в Славкуве

Руины замка краковских епископов — укреплённый замок краковских епископов, руины которого находятся в Славкуве, датируется второй половиной XIII в. (1283 г.).

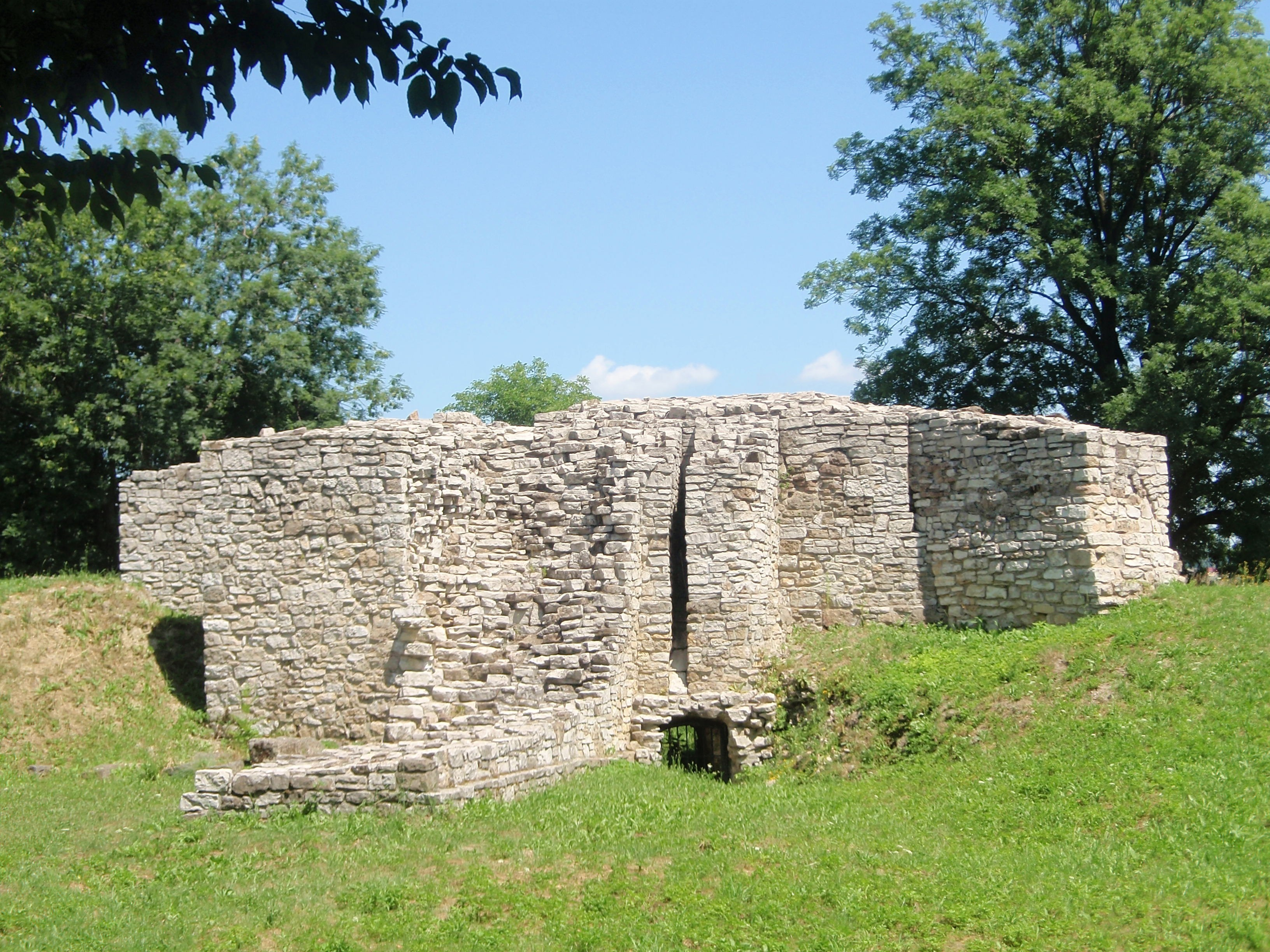
Руины замка краковских епископов (XIII в.)

Резиденция краковских епископов «Лямус»
Здание бывшей шахтёрской больницы — одна из первых в Польше шахтёрских больниц, построена в 1758 г. епископом Анджеем Залуским. Над входом в здание находится полихромия, изображающая блаженного Святослава и святого Станислава, епископа и мученика. В 70-е и 80-е годы XX в. в здании находился детский сад.
Синагога

## Города-побратимы
- Славков-у-Брна ( Чехия)
- Горни-Славков ( Чехия)

## Известные жители Славкува
- Валентин Барановский (1805—1879) — люблинский епископ (1871—1879), младший брат Яна Барановского.
- Ян Барановский (1800—1879) — астроном и естествовед, директор Варшавской астрономической обсерватории и профессор Варшавской главной школы. Автор первого перевода на польский язык (1854) произведения Николая Коперника De revolutionibus orbium coelestium («Об обращении небесных сфер»).
- Ипполит Ковнацкий (1761—1854) — горный предприниматель, геолог и историк. Разыскивал и описывал полезные ископаемые (руды металлов и каменный уголь) в славкувских владениях краковских епископов.